# Sufrimiento de los animales salvajes

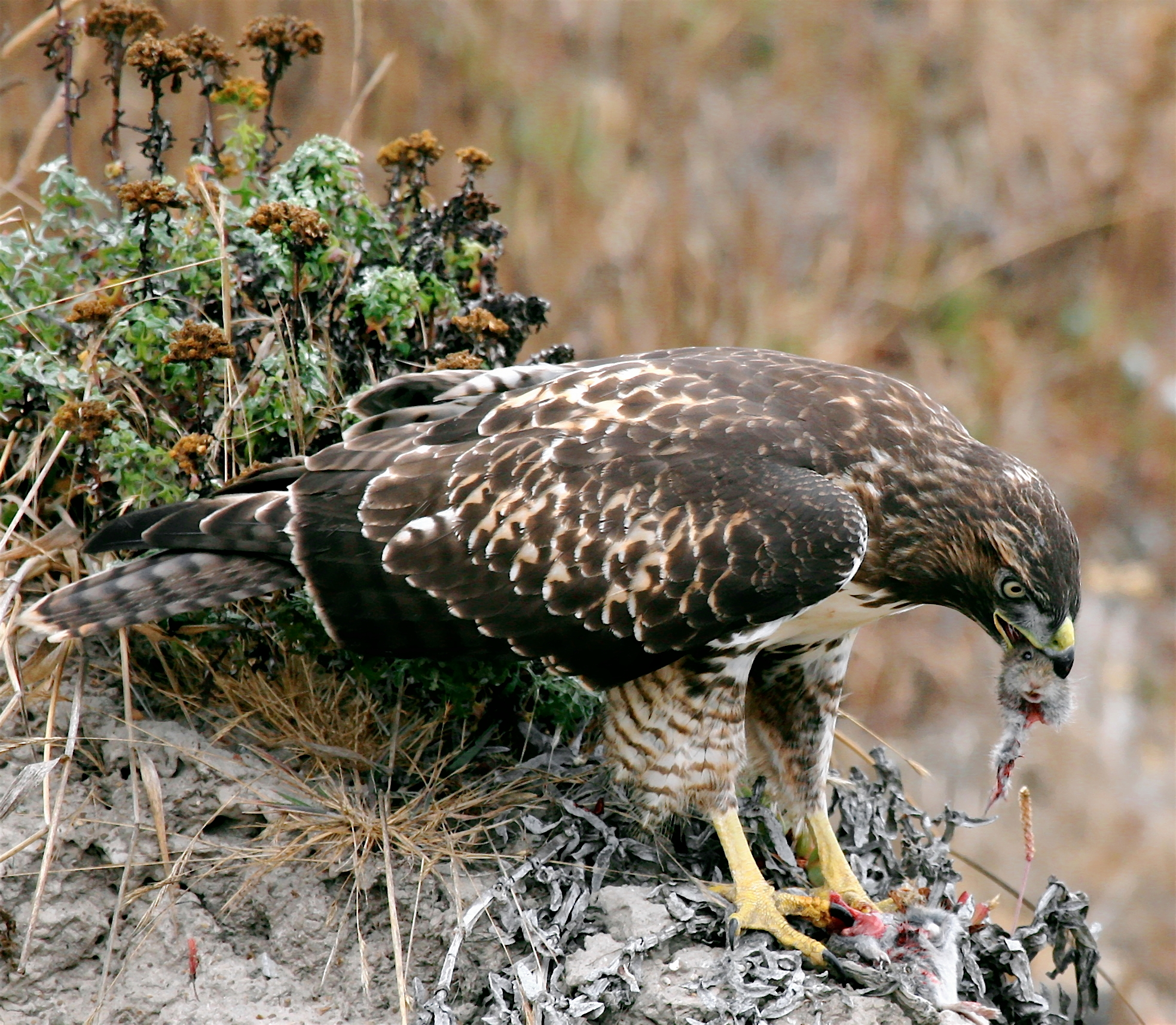
Un joven ratonero de cola roja comiendo un meteoro de California

El sufrimiento de los animales salvajes es el que presentan los animales que viven en la naturaleza debido a procesos naturales, aunque el término puede emplearse también para aludir al sufrimiento debido a la actividad humana.
De manera reciente, varios académicos han analizado la cuestión como un problema moral general que podría llevarnos a tomar acciones para su prevención Esta aproximación coincide en el tiempo con el proceso de sofisticación que se produce en el campo de la ética animal a partir de los años 80.
La base moral para la intervención puede basarse en una perspectiva de derechos o de valor. En términos de derechos, si los animales tienen derechos positivos podría requerirse intervenir en la naturaleza para ayudarlos. En términos de valor, hay animales en la naturaleza cuya vida podría ser mejorada. Debido al gran número de animales que viven en la naturaleza, la gran mayoría del sufrimiento en el mundo ocurre allí. Los defensores de la intervención en la naturaleza sostienen que no intervenir es inconsistente con la mayoría de teorías morales. Algunas intervenciones propuestas incluyen abstenernos de reintroducir depredadores en zonas salvajes, vacunar a los animales salvajes, salvar a los animales salvajes de desastres naturales y dar otro tipo de cuidados médicos a los animales.

## Personas opuestas al sufrimiento de los animales salvajes

### John Stuart Mill
En "On Nature," John Stuart Mill, un filósofo británico, afirmaba que la naturaleza no es moral.

### Yew-Kwang Ng
El economista Yew-Kwang Ng publicó un artículo en 1995 titulado "Towards welfare biology: Evolutionary economics of animal consciousness and suffering." En este artículo, Ng
analiza qué animales pueden ser capaces de sufrir, cómo las dinámicas poblaciones y la selección r produce grandes cantidades de sufrimiento, y cómo podría mejorarse la situación de los animales salvajes.

### David Pearce
El filósofo británico David Pearce defiende prevenir el sufrimiento de los animales salvajes y considera que podrían darse pasos para mejorar el bienestar de los elefantes salvajes.

### Richard Dawkins
En su libro El río del Edén, Richard Dawkins afirma que la naturaleza darwiniana no tiene interés en el bienestar de los animales, y que hay un gran sufrimiento en la naturaleza. En un artículo titulado "God's Utility Function"

### Oscar Horta
Oscar Horta, un profesor de filosofía moral en la Universidad de Santiago de Compostela, ha escrito varios artículos sobre la cuestión del sufrimiento de los animales salvajes. También da conferencias sobre este asunto a menudo.

### Tyler Cowen
El economista Tyler Cowen defiende en su artículo "Policing Nature" que la idea de intervenir en la naturaleza para proteger a los animales ha sido descuidada, y debería ser tenida en cuenta. Sostiene que hay maneras de proteger a los animales en la naturaleza sin coste para nosotros mismos, como no reintroducir depredadores, y que la mayoría de teorías morales deberían estar comprometidas con proteger a los animales en estos casos.

### Jeff McMahan
En 2010, The New York Times publicó un artículo de Jeff McMahan, titulado "The Meat Eaters", en el que defiende que poner fin a la depredación sería una acción moral. McMahan respondió a los comentarios realizados a su artículo en un texto posterior de The New York Times titulado "Predators: A Response".

### Sue Donaldson y Will Kymlicka
En su libro Zoopolis: A Political Theory of Animal Rights Sue Donaldson y Will Kymlicka defienden que deberíamos intervenir en la naturaleza algunas veces para ayudar a los animales salvajes. Sin embargo, consideran que las intervenciones en la naturaleza deberían estar limitadas y solo deberían darse en zonas de la naturaleza similares a "estados fallidos".  Otros autores defienden que una buena parte o toda la naturaleza podría ser cercana a un "estado fallido", y que deberíamos intervenir en la naturaleza en un grado mucho mayor.

## Conflicto potencial entre los derechos animales y el ecologismo
Se ha defendido que el objetivo ecologista común de preservar el orden natural no está en línea con el objetivo de cuidar el bienestar de los animales. Se ha señalado que existe un conflicto de este tipo en diferentes casos. Algunos ejemplos de estos casos se darían en el caso del apoyo a la caza por control poblacional que defienden los ecologistas y rechazan los defensores de los derechos de los animales, el desacuerdo de los ecologistas y los defensores de los derechos de los animales sobre el valor de las plantas en relación con los animales, en lo relativo a las intervenciones naturales que se llevan a cabo con propósitos ecologistas y que producen consecuencias negativas para los animales que viven en la naturaleza, y en lo que respecta a las intervenciones en los procesos naturales que tienen por objeto beneficiar a los animales no humanos.

## La cantidad de sufrimiento en la naturaleza
Varios autores defienden que, debido a la prevalencia de los animales con selección r- en la naturaleza, la vida media de la mayoría de los animales salvajes sería muy corta, por lo que habría más sufrimiento que felicidad en ella debido a que una muerte dolorosa sobrepasaría los escasos momentos de felicidad en sus vidas.

## La ecología como intrínsecamente valiosa
Holmes Rolston III defiende que solamente el sufrimiento de los animales no naturales es moralmente malo, y que los humanos no tenemos un deber de intervenir en los casos de sufrimiento natural. Celebra la existencia de carnívoros en la naturaleza debido al rol ecológico que juegan. Otros autores han señalado que la razón de que los humanos tengan un deber de proteger a otros humanos de la depredación es porque los humanos son parte del mundo cultural más que del mundo natural, por lo que se aplican a ellos diferentes reglas en estas situaciones. Otros autores consideran que las presas y el resto de animales que mueren por la selección natural están cumpliendo su función natural. Estos argumentos han sido respondidos por quienes se oponen al sufrimiento de los animales salvajes.

## La posibilidad de intervenir en la naturaleza
Otra objeción común a intervenir en la naturaleza es que no sería práctico, bien debido a la cantidad de trabajo que supondría o bien porque no estaríamos seguros de estar mejorando las vidas de los animales en conjunto debido a la complejidad de los ecosistemas. Una respuesta a esto es que ya hay muchos casos en los que intervenimos en la naturaleza por otras razones, como los intereses humanos o la preservación ambiental.

## El sufrimiento de los animales salvajes como reducción al absurdo
Que los humanos estemos obligados a intervenir en la naturaleza ha sido usado como una reducción al absurdo contra la posición de que los animales tienen derechos. Esto se debería a que, si los animales tuvieran derechos, esto incluiría también a quienes son depredados, por lo que estaríamos obligados a intervenir en la naturaleza para protegerlos, lo cual sería absurdo. Una objeción a este argumento es que no se considera absurdo intervenir en la naturaleza para salvar a otros humanos de la depredación, lo cual llevaría a que es especista actuar de otra manera cuando el perjudicado es un animal de otra especie.